# Катерина Ягеллонка
Катерина Ягеллонка (пол. Katarzyna Jagiellonka, швед. Katarina Jagellonica av Polen, 1 листопада 1526, Краків — 16 вересня 1583, Стокгольм) — герцогиня Фінляндська (1562), королева-консорт Швеції (1569), велика герцогиня Фінляндська (1581). З роду Ягеллонів.

## Родовід
- Данило І (1201—1264), Король Русі, Великий князь Київський
- Лев I Данилович (1228—1301), Король Русі, Великий князь Київський
- Юрій І Львович (1252—1308), Король Русі, Великий князь Київський
- Анастасія Галицька, донька короля Русі Юрія І
- Ольгерд (1296—1377), Великий князь Литовський + Уляна Олександрівна (1325—1391), дочка Анастасії Юріївни (Галицької)
  -  Владислав II Ягайло (1362—1434), Король Польщі і Русі, Великий князь Литовський + Софія Гольшанська, донька Великого князя Київського А. Ольшанського
    - Владислав III Варненчик (1424—1444), Король Польщі (1434—1444) та Угорщини (1440—1444)
    -  Казимир IV Ягеллончик (1427—1492), Великий князь Литовський (1440—1492), Король Польщі (1447—1492) Володар і Спадкоємець Русі
      -  Владислав II Ягеллончик (1456—1516), король Чехії (1571—1516), король Угорщини (1506—1516)
        - Анна Ягеллонка (1503—1547), Королева Чехії, Угорщини + Фердинанд I Габсбурґ
          -  Максиміліан Габсбурґ-Ягеллон (1527—1576), Римський Імператор, король Богемії, Угорщини, Король Далмації, Хорватії, Славонії, Рами, Сербії, Болгарії, Король Галичини і Володимерії, Великий Князь Руський.

        -  Людовік II Ягеллончик (1506—1526), король Угорщини та Богемії (1516—1526)

      - Ядвіга (1457—1502)
      - Казимир Ягеллончик (1458—1484)
      -  Ян I Ольбрахт (1459—1501), Король польський (1492—1501)
      -  Олександр Ягеллончик (1461—1506), Великий князь Литовський і Руський (1492—1506), король польський (1501—1506)
      - Софія (1564—1512)
      -  Сигізмунд I Старий (1467—1548), Король Польщі, Великий князь Литовський і Руський (1506—1548)
        -  Сигізмунд II Август (1520—1572), Король Польщі, Великий князь Литовський і Руський (1548—1572)
        -  Анна Ягеллонка (1523—1596), Королева Польщі, Великий княгиня Литовський і Руська (1548—1572)
        - Катерина Ягеллонка (1467—1548), дружина короля Швеції Югана III.
          -  Сигізмунд III Ваза (1566—1632), король Польщі, Великий князь Литовський, Великий князь Руський
            -  Владислав IV Ваза (1595—1648), Король Польщі, Великий князь Литовський, Великий князь Руський, Сіверський, Чернігівський, Смоленський
            -  Ян II Казимир (1609—1672), Король Польщі, Великий князь Литовський, Великий князь Руський, Сіверський, Чернігівський, Смоленський

      - Фредерік (1468—1503), єпископ краківський (1488—1503), архієпископ гнєзненський (1493—1503)
      - Єлизавета Ягеллонка (1472—1580)
      - Барбара (1478—1534)
      - Єлизавета (бл. 1483—1517)
      - Анна Ягеллонка (1476—1503), Княжна Померанії, дружина Богуслава X

## Біографія

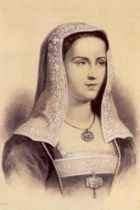

Катерина Ягеллонка — молодша дочка польського короля, Великого князя Литовського і Руського Сигізмунда I Старого і Бони Сфорци, дружина шведського короля Юхана III, мати польського короля і Великого князя Литовського, Великого князя Руського Сигізмунда III.
У 1561 після смерті першої дружини до неї сватався Іван Грозний, але йому було відмовлено і він одружився з Марією Темрюківною. 4 жовтня 1562 Катерина у Вільно вийшла заміж за сина шведського короля Густава I і брата правлячого на той момент короля Еріка XIV, герцога Фінляндського Юхана. Юхан не отримав від брата дозволу на шлюб, проте всупереч бажанням Еріка XIV весілля відбулося.
Діяльність Юхана в Лівонії змусила Еріка XIV оголосити війну брату. Для захоплення замку були послані війська і 12 серпня 1563 замок капітулював. Катерина з чоловіком були відправлені до Швеції і ув'язнені утримувалися в замку Гріпсхольм. Під час ув'язнення Катерина народила в 1564 дочку Ізабелу (пом. 1566), в 1566 році — сина Сигізмунда, а 17 травня 1568 — дочка Ганну.
Катерина і Юхан були звільнені в 1568. У 1569 році вона стала королевою Швеції, а її чоловік став королем Юханом III після повалення Еріка XIV.

## Нащадки
У шлюбі з Юханом у неї було троє дітей:
- Ізабела (1564—1566)
- Сигізмунд (1566—1632) Король Речі Посполитої
- Ганна (1568—1625)